# Donald Thomas (atleta)
Donald Thomas (1 de julho de 1984) é um saltador em altura bahamense de Freeport, Bahamas.
Thomas retomou ao esporte no começo de 2006, tendo jogado basquete anteriormente na Universidade de Lindenwood.  Ele conseguiu 2,22 metros em sua primeira competição, e poucos meses depois ele ficou em quarto lugar nos Jogos da Commonwealth de 2006 com um salto de 2,23 metros.
Na temporada indoor de 2007 ele conseguiu 2,30 metros pela primeira vez, e eventualmente conseguiu 2,33 metros em março na cidade de Fayetteville, no estado americano de Arkansas. Em Julho de 2007, ele conseguiu 2,35 metros na mesma pista do recorde mundial em Salamanca, na Espanha. Esse resultado foi um novo recorde pessoal e o melhor índice da temporada na época. Ele então ganhou o salto em altura no Campeonato Mundial de Atletismo de 2007, em Osaka, novamente com um salto de 2,35 metros. Ele também ganhou um ouro na Final do Mundial de Atletismo da IAAF de 2007.
A competição olímpica de 2008, entretanto, se tornou um grande desapontamento para Thomas, que somente conseguiu chegar aos 2,20 metros na ronda de qualificação e acabou em 21º na geral.